# GE Money Bank
Die GE Money Bank AG ist ein Kreditinstitut, das im amerikanischen, asiatischen und europäischen Raum tätig ist.
Die GE Money Bank ist Teil des Unternehmensbereiches GE Money der US-amerikanischen General Electric Company, einem der umsatzstärksten Mischkonzerne der Welt. In einzelnen Ländern jedoch wurden die dortigen Tochtergesellschaften 2008 an andere Banken verkauft, unter anderem die Tochtergesellschaften in Deutschland und Österreich.
In der Schweiz gehörte die GE Money Bank AG bis zum Börsengang unter der Firmierung Cembra Money Bank im Herbst 2013 dem GE-Konzern an. Diese hatte ihren Sitz in Zürich. Die Zentrale der ehemaligen österreichischen Niederlassung befand sich in Wien. Die deutsche Zentrale befand sich in Hannover.
Der GE-Konzern war in Deutschland noch bis August 2016 mit der GE Capital Bank vertreten, ehe die verbliebenen Aktivitäten an die Targo-Bank verkauft wurden.

## Strukturdaten

Älteres Logo mit leicht anderer Schrift

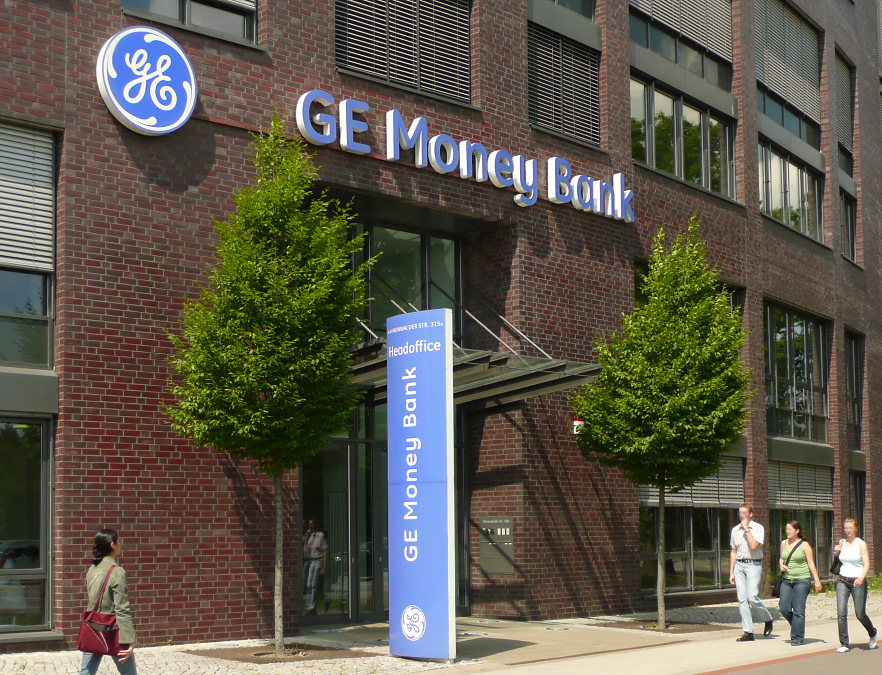
Ehemalige deutsche Zentrale in Hannover

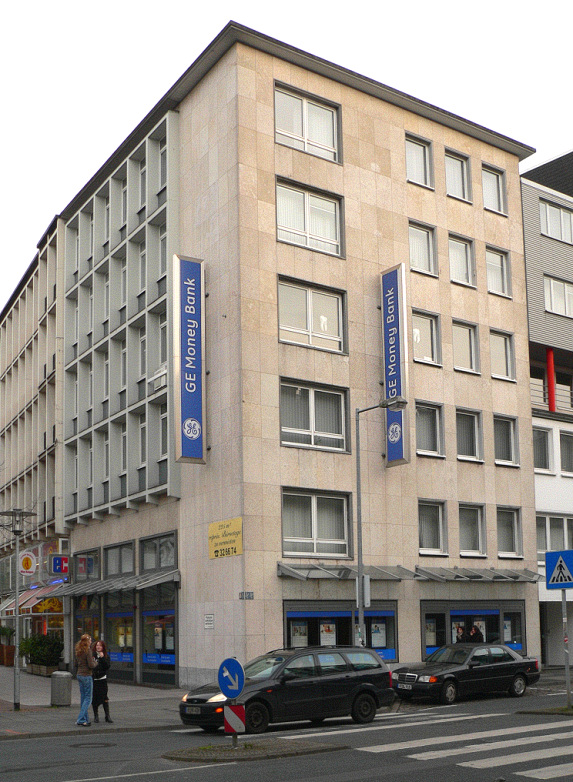
Ehemalige Filiale in Hannover

### Polen
Die GE Money Bank hat am 17. Juni 2008 65,9 Prozent der Anteile an der polnischen Bank BPH von der UniCredit Group übernommen.

### Schweiz
Die GE Money Bank Schweiz hatte ihren Sitz in Zürich und ist aus der Fusion der 1953 gegründeten und 1997 durch GE erworbenen Bank Aufina (Autofinanzierung) und der 1912 gegründeten und 1998 durch GE erworbenen Bank Prokredit (Konsumfinanzierung) entstanden. Später wurde auch die von Kantonalbanken gegründete Leasingbank Lisca AG integriert. Sie verfügt über 26 Filialen und beschäftigt rund 800 Mitarbeiter. CEO der GE Money Bank AG war Robert Oudmayer, Präsident des Verwaltungsrates war Peter Küpfer.
Seit dem Börsengang nennt sich die Bank Cembra Money Bank.

### Deutschland und Österreich
Die GE Money Bank war in Deutschland aus der Allbank (Allgemeine Privatkundenbank AG) in Hannover, der Service-Bank in Köln sowie der WKV Bank in Stuttgart Mitte 2004 hervorgegangen. Sie hatte über 100 Filialen mit über 1.000 Mitarbeitern und über 500.000 Kunden in Deutschland und war auch im Direktvertrieb per Telefon und E-Mail aktiv.
Die GE Money Bank Österreich ist im Jahre 1998 aus der AVABank und der Mercurbank zur GE Capital Bank entstanden. Die GE Bank hat über 200.000 Kunden, die von über 600 Mitarbeitern betreut werden.
Am 27. März 2008 gaben GE Money Bank und die spanische Banco Santander die Unterzeichnung einer vorläufigen Vereinbarung bekannt. Demnach übernimmt Banco Santander Niederlassungen von GE Money in Deutschland, Österreich und Finnland sowie das Kreditkarten- und Kfz-Finanzierungsgeschäft von GE in Großbritannien. Im Gegenzug übernimmt GE Commercial Finance Interbanca, die italienische Geschäftsbank aus der Akquisition von ABN AMRO durch Banco Santander. Die Banco Santander ist in Deutschland bereits mit der Santander Consumer Bank vertreten. Die definitive Vertragsunterzeichnung wurde am 2. Juni 2008 bekanntgegeben und der Verkauf auf den 1. November 2008 vollzogen. Zum 1. Juli 2009 ist die GE Money Bank GmbH auf die Santander Consumer Bank AG verschmolzen worden. Die Filialen wurden entsprechend auf Santander umfirmiert oder geschlossen. Die Santander Consumer Bank gibt an, als Gesamtrechtsnachfolger der GE Money Bank Verträge und Konten zu den bestehenden Bedingungen weiterzuführen.
Seit 25. September 2009 tritt die GE Money Bank nun ebenso in Gesamtösterreich offiziell als Santander Consumer Bank auf.

## Angebote
Die GE Money Bank bietet neben Girokonten, Kreditkarten, Sparkonten, Investmentfonds und Konsumentenkrediten auch Versicherungen und Baufinanzierungen.
Die GE Money Bank arbeitet als markenunabhängiger Fahrzeugfinanzierer auch mit Autohändlern bei der Finanzierung von Neu-, Jahres- und Gebrauchtwagen zusammen. Darüber hinaus werden Verbraucherdarlehensverträge für die Finanzierungen von Möbel- und Elektronikartikeln im Einzelhandel angeboten.